# Trichosetodes tjonnelandi
Trichosetodes tjonnelandi är en nattsländeart som beskrevs av Douglas E. Kimmins 1963. Trichosetodes tjonnelandi ingår i släktet Trichosetodes och familjen långhornssländor. Inga underarter finns listade i Catalogue of Life.